# 長いお別れ
『長いお別れ』（ながいおわかれ、原題：The Long Goodbye）は、1953年に刊行されたアメリカの作家レイモンド・チャンドラーのハードボイルド小説。他の訳題には『ロング・グッドバイ』『長い別れ』（ながいわかれ）がある。私立探偵フィリップ・マーロウを主人公とする長編シリーズの第6作。
『大いなる眠り』や『さらば愛しき女よ』と並ぶチャンドラーの長編である。感傷的でクールな独特の文体、台詞、世界観に魅了されるファンは今でも多い。チャンドラーのハードボイルド小説は、長編短編問わず、ほとんどが探偵の一人称による語りだが、特に本作以降ハードボイルド小説というものはこの形式が模倣を超えて定番化したとさえ言え、この形式をとるハードボイルド小説の人気はいまだ衰えていない。「ギムレットには早すぎる」や「さよならをいうのはわずかのあいだ死ぬことだ」、「警官とさよならを言う方法はまだ発明されていない。」（いずれも清水俊二訳）などのセリフで知られる。
1973年にロバート・アルトマン監督により映画化され（日本では『ロング・グッドバイ』のタイトルで公開）、2014年に日本で『ロング・グッドバイ』のタイトルでテレビドラマ化された。

## あらすじ
ロサンゼルスの私立探偵フィリップ・マーロウは、酔っ払いの文無しながら品性のある男、テリー・レノックスに惹かれ、2度にわたり彼を助ける。レノックスもまたマーロウを好きになり、億万長者ハーラン・ポッターの娘シルヴィアとよりを戻すと、毎夕、マーロウとふたりで飲みに出かけるようになる。が、マーロウは、ふしだらな妻のいる有閑階級に戻ったレノックスに違和感を覚え、ある日、今の豊かな生活を自嘲してしゃべりすぎるレノックスに腹を立て、仲たがいしてしまう。
そんな会わない日が続いたある未明、レノックスがマーロウの家を不意に訪れ、メキシコとの国境の街ティファナまで車で送ってほしいと頼みに来る。遠回しの言い方だったが、レノックスの妻、シルヴィアが自宅敷地内のゲストハウスで殺されたのだ。レノックスが殺したのではないと信じるマーロウは、あえて深く訳を訊かないまま、彼をティファナへ送り、レノックスは礼を言って、そこから飛行機でメキシコへと逃亡する。
家に帰ると、レノックスを殺人容疑、マーロウを事後従犯と目した警察が待っており、マーロウはしょっぴかれる。友と自らの探偵としてのメンツを守るためにマーロウは黙秘を続け、官憲に暴力をふるわれる。しかし検事局の手が入り、どこかからエンディコットなる弁護士が手回しされ、レノックスがメキシコのオタトクランという田舎町のホテルで自殺したという情報が入るに至り、この事件は殺人犯の自殺で幕が引かれたとして、マーロウは釈放される。
しかしレノックス自殺の報を聞いても、マーロウはレノックスが殺人を犯したなどとは信じない。ましてや殺した女性の顔を滅茶苦茶にするなどは彼がやったことに思えない。億万長者ハーラン・ポッターの娘が殺されたというのにマスコミが騒ぎ立てないのも変だ。またヤクザのメネンデスが、ラス・ヴェガスの大物ランディー・スターともどもノルウェー戦線で同じ部隊にいたレノックスに助けられた恩義があるのにレノックスが自分たちでなくマーロウを頼ったことに我慢がならないということを理由に、この事件から身を引けと脅迫してくるのも妙だ。
そんなとき、レノックスが死のまぎわに書いた手紙がマーロウの元に届く。そこには、ふたりでよく飲み交わしたギムレットをバーで飲んだら自分のことは忘れてくれという言葉と5000ドル札の謝礼が入っていた。
そんなおり、マーロウは、アルコール依存症に陥っているベストセラー作家ロジャー・ウェイドの飲酒の監視を、ウェイドの妻アイリーンと、ニューヨークの出版者スペンサーから依頼される。マーロウはいったんは断るものの、アイリーンから、夫がいなくなったので見つけてほしいとあらためて頼まれ、ウェイドを見つけてくる。その仕事の中で、マーロウは、レノックスがニューヨークでは別名を名乗っていたことや、殺されたシルヴィアとウェイド夫妻は富裕層として面識があったことなどを知る。
マーロウはウェイドの屋敷で行われたカクテル・パーティーの当日、あらためてウェイド自身から飲酒の監視を頼まれたり、アイリーンが昔の恋人にいまだ想いを寄せている話を聞かされる。一週間後、ウェイドからすぐに来てくれと言われて飛んでいくと、ウェイドはピストルで自殺を図る。それを介抱しているあいだにマーロウはアイリーンに誘惑されるが、アイリーンは10年前に死別した恋人の面影をマーロウに見ているようなことを口にする。
マーロウは、シルヴィアの姉リンダ・ローリングから、彼女らの父、ハーラン・ポッターが会いたがっているという話を聞き、大物ポッターと面会する。ポッターは、シルヴィアとウェイドに関係があったことを知っており、これ以上、ふしだらだった娘シルヴィアの悪名が広まってほしくないがため、マーロウにもう首を突っ込むなと釘を刺してくるが、マーロウはウェイド夫妻が自分を頼ってくるのだと返事をする。かつて弁護士をよこしたのも実はポッターで理由は同じだった。
ウェイドが支払いもあって再びマーロウを自宅に呼び寄せる。が、マーロウが少し外に出たすきにウェイドは死体となって見つかり、それは自殺と判定される。一方でマーロウは、アイリーンがレノックスと関係があったために、自分と関わりを持ちたがっているのだと察し、あらためてレノックスの身元調査に乗り出す。そうして分かったのは、レノックスとアイリーンがかつてロンドンで結婚し、その後、レノックスが戦地へ行ったので別れ別れになったという過去であった。
ウェイドの遺作原稿をとりにきたスペンサーとともに、アイリーンの元を訪れたマーロウは、その場でそのことを暴露する。アイリーンはウェイドと再婚し、ここで生活しだしたとき、主治医であるローリングの家で、シルヴィアの夫となったレノックスと再会し、ショックを受けたのだと告白する。レノックスが一度はシルヴィアの元を去ったのも同じ理由だった。しかしアイリーンの、シルヴィアを殺したのはウェイドだという発言は、簡単にマーロウに嘘であることを見破られる。アイリーンがシルヴィアを殺し、それを知った夫のウェイドも殺したのだった。ウェイドの家出や過度の飲酒もそこに一因があった。
アイリーンはその旨をスペンサー宛ての告白遺書に記して自殺する。その告白書は、いったん事件を幕引きした検事局と警察にとってはメンツがつぶされるものだったので、秘匿されんとするが、マーロウはそのコピーをくすね、レノックス無実の証明のため、新聞社に手渡す。その記事を読んだヤクザのメネンデスは「身を引け」という脅迫をマーロウが無視したとしてマーロウを襲うが、待ち受けていた警官に逮捕される。警察はここまで読んでわざとマーロウにアイリーンの告白書をくすねさせたのだ。しかしメネンデスはなぜ身を引けと言い続けるのか。マーロウは、もうひとりのレノックスのヤクザ仲間スターや、メキシコでレノックスの遺体を確認した弁護士エンディコットなどに、レノックス自殺の場面におかしいところがあるのはなぜかと探りを入れる。
すると一か月後、ランディー・スターの紹介状をもって、マイオラノスなる優雅なメキシコ系の人物が、レノックスの死に際を知っているといって、マーロウの元を訪れる。しかしマーロウは彼こそ整形をしたレノックスであることを見破る。レノックスはマーロウを踏み台にしたのち、スターやメネンデスの力を借りて、生き逃れていたのだった。ただマーロウに対して申し訳ない気持ちは持っており、それで5000ドル札も送ったのだ。レノックスはかつてのように飲みに行こうとマーロウを誘うが、マーロウは5000ドル札を返し、レノックスへのさよならはもう言ってしまったのだと拒絶する。お互いを分かりあえなくなったふたりは別れを告げる。

## 登場人物
- フィリップ・マーロウ - ロスアンゼルスの一匹狼的私立探偵（語り手の私）。
- テリー・レノックス - マーロウの友人。優雅ながら正体不明のところがある。
- シルヴィア・レノックス - テリーの妻。多くの男と関係を持っている。
- ハーラン・ポッター - 億万長者。シルヴィアとリンダの父。静かな暮らしを望むが、容赦はない。
- リンダ・ローリング - シルヴィアの姉。嫉妬深い夫に辟易し、マーロウに惹かれる。
- エドワード・ローリング - リンダの夫。アイリーンの主治医。嫉妬深い。
- ロジャー・ウェイド - ベストセラー作家。アル中で作品が書きあげられずにいる。
- アイリーン・ウェイド - ロジャーの妻。素晴らしくミステリアスな美女。
- キャンディ - ウェイド家のハウスボーイ。おしゃれなチリ人。
- ハワード・スペンサー - ニューヨークの出版社の代表者。
- ヘンリー・シャーマン - 「ジャーナル」紙の編集長。
- ロニー・モーガン - 「ジャーナル」紙の記者。
- ランディ・スター - ラス・ヴェガスのクラブの経営者。
- メンディ・メネンデス - ヤクザのボス。
- チック・アゴスティノ - メネンデスの用心棒の巨漢。
- ジョージ・ピーターズ - 大規模興信所カーン機関の調査員。
- レスター・ヴューカニッチ - 耳鼻喉喉科の医者。
- エイモス・ヴァーリー - 医者。
- ヴァリンジャー - 元医者。

## 評価
1995年出版のアメリカ探偵作家協会によるベスト100では13位に選ばれている（他のチャンドラー作品としては8位に「大いなる眠り」、21位「さらば愛しき女よ」）。日本ではハヤカワミステリーベスト100など、ほとんどのランキングで、チャンドラー作品としては1位を保ち傑作とする人が多い。
村上春樹は『カラマーゾフの兄弟』と『グレート・ギャツビー』と本作を、もっとも影響を受けた作品3作として挙げており、『羊をめぐる冒険』の物語も本作の影響をよく指摘される。長らく日本では清水俊二訳によるものが出版されていたが、2007年には村上春樹、2022年には田口俊樹、翌2023年には市川亮平による翻訳版も出版された。

## 日本語訳
同じ出版社から刊行されている清水俊二訳の『長いお別れ』と村上春樹の新訳『ロング・グッドバイ』は両方とも流通している。
| 出版年         | タイトル                 | 出版社     | 文庫名等                                             | 訳者     | 巻末                                                  | ページ数 | ISBNコード        | カバーデザイン                                                                                         | 備考                                                     |
| -------------- | ------------------------ | ---------- | ---------------------------------------------------- | -------- | ----------------------------------------------------- | -------- | ----------------- | --- | -------------------------------------------------------- |
| 1958年10月     | 長いお別れ               | 早川書房   | 世界探偵小説全集 （ハヤカワ・ポケット・ミステリ）260 | 清水俊二 |                                                       | 370      |                   | |                                                          |
| 1972年6月      | レイモンド・チャンドラー | 早川書房   | 世界ミステリ全集5                                    | 清水俊二 |                                                       | 748      |                   | | 他に清水訳の 『さらば愛しき女よ』 『プレイバック』を収録 |
| 1976年 4月1日  | 長いお別れ               | 早川書房   | ハヤカワ・ミステリ文庫HM 7-1                         | 清水俊二 | 清水俊二 「あとがきに代えて」                         | 545      | 978-4150704513    | カバーフォーマット:辰巳四郎、 カバーデザイン:ハヤカワ・デザイン ほか                                   | 電子書籍も刊 2012年                                      |
| 2007年 3月8日  | ロング・グッドバイ       | 早川書房   | （ハードカバー単行本）                               | 村上春樹 | 訳者あとがき                                          | 584      | 978-4152088000    | チップ・キッド                                                                                         |                                                          |
| 2009年 3月6日  | ロング・グッドバイ       | 早川書房   | Raymond Chandler Collection （軽装版）               | 村上春樹 | 訳者あとがき 準古典小説としての『ロング・グッドバイ』 | 711      | 978-4152090102    | 装画 浅野隆広、 カバーデザイン 坂川栄治+田中久子 （坂川事務所）                                        |                                                          |
| 2010年 9月9日  | ロング・グッドバイ       | 早川書房   | ハヤカワ・ミステリ文庫HM 7-11                        | 村上春樹 | 訳者あとがき 準古典小説としての『ロング・グッドバイ』 | 645      | 978-4150704612    | 坂川栄治+田中久子 （坂川事務所）                                                                       | 電子書籍も刊                                             |
| 2022年 4月28日 | 長い別れ                 | 東京創元社 | 創元推理文庫M-チ-1-7                                 | 田口俊樹 | 訳者あとがき 解説 杉江松恋                            | 599      | 978-4-488-13107-4 | カバー装画=Edward Hopper Nighthawks(部分) (C)Alamy/PPS通信社 カバーデザイン=岡本洋平（岡本デザイン室） | 電子書籍も刊                                             |
| 2023年 5月30日 | ザ・ロング・グッドバイ   | 小鳥遊書房 | (四六判)                                             | 市川亮平 | 訳者あとがき                                          | 460      | 978-4-867-80018-8 | 装幀 鳴田小夜子 (KOGUMA OFFICE)                                                                        | ロスアンジェルスの地図、 邸宅の見取り図等挿絵数点収録    |

## 映画
1973年に監督ロバート・アルトマン、主演エリオット・グールドにより映画化された。邦題は『ロング・グッドバイ』（原題は The Long Goodbye ）。
内容は1970代風にアレンジされており、エリオット・グールドが演じる探偵フィリップ・マーロウが友人テリー・レノックスの謎の死をきっかけにある事件に巻き込まれていく。

### キャスト
| 役名                     | 俳優                             | 日本語吹替                                                                                          |
| 役名                     | 俳優                             | TBS版                                                                                               |
| ------------------------ | -------------------------------- | --------------------------------------------------------------------------------------------------- |
| フィリップ・マーロウ     | エリオット・グールド             | 森川公也                                                                                            |
| アイリーン・ウェイド     | ニーナ・ヴァン・パラント         | 小谷野美智子                                                                                        |
| ロジャー・ウェイド       | スターリング・ヘイドン           | 宮川洋一                                                                                            |
| マーティ・オーガスティン | マーク・ライデル                 | 青野武                                                                                              |
| ドクター・ヴェリンジャー | ヘンリー・ギブソン               | 千葉耕市                                                                                            |
| ハリー                   | デヴィッド・アーキン             | |
| テリー・レノックス       | ジム・バウトン                   | |
| モーガン                 | ウォーレン・バーリンジャー       | |
| ルターニャ・スウィート   | ルターニャ・アルダ               | |
| デイヴ（ソクラテス）     | デビッド・キャラダイン           | |
| チンピラ                 | アーノルド・シュワルツェネッガー | |
| 不明 その他              |                                  | 日高晤郎 宮下勝 藩恵子 蟹江栄司 仲木隆司 峰恵研 広瀬正志 平林尚三 山岡葉子 葵京子 加川三起 峰あつ子 |
|                          |                                  | |
| 演出                     | 演出                             | 蕨南勝之                                                                                            |
| 翻訳                     | 翻訳                             | 入江敦子                                                                                            |
| 効果                     | 効果                             | 遠藤堯雄 桜井俊哉                                                                                   |
| 調整                     |                                  | |
| 制作                     | 制作                             | 東北新社                                                                                            |
| 解説                     | 解説                             | 荻昌弘                                                                                              |
| 初回放送                 | 初回放送                         | 1978年11月13日 『月曜ロードショー』                                                                 |

※日本語吹替は2015年10月7日発売の『吹替の名盤』シリーズ 〈テレビ吹替音声収録〉HDリマスター版DVDに収録）

### スタッフ（映画）
- 監督：ロバート・アルトマン
- 製作：ジェリー・ビック
- 製作総指揮：エリオット・カストナー
- 脚本：リイ・ブラケット
- 原作：レイモンド・チャンドラー（『長いお別れ』より）
- 撮影：ヴィルモス・スィグモンド
- 音楽：ジョン・ウィリアムズ

### 備考（映画）
- 松田優作がこの映画にインスパイアされ、TVでは『探偵物語』、映画では『ヨコハマBJブルース』を生み出したことで知られている[1]。
- 映画評論家の町山智浩は『ビッグ・リボウスキ』『インヒアレント・ヴァイス』『アンダー・ザ・シルバーレイク』『グッドフェローズ』『アホーマンス』なども、この映画の影響をうけているとしている[2]。
- アニメ監督の渡辺信一郎は、『映画秘宝』のインタビュー本で自身のベスト10として本作『ロング・グッドバイ』を入れている[3]。
- 映画美術家の種田陽平は本作を、1999年に行われたキネマ旬報のオールタイムベスト企画で、自身のベスト10の一つに挙げて、コメント欄で「『ガルシアの首』や『ロング・グッドバイ』に匹敵する熱いアメリカ映画はもう見られないのか。『ファーゴ』を演出したコーエン兄弟にはその可能性があると思います」と、サム・ペキンパー『ガルシアの首』と共に本作を特別な映画と言えるコメントを出した [4]。
- 作家の村上龍は本作の大ファンであり、本作を含めた映画作品にオマージュを捧げた「村上龍映画小説集 (講談社文庫)」を出している。
- 『モダーンズ』の監督アラン・ルドルフが第二助監督を務めた[5]）。
- 脚本家のリイ・ブラケットは、フォークナーと共作したチャンドラー原作の『三つ数えろ』など、ハワード・ホークス監督作品の常連ライターである。
- チンピラのボス・オーガスティンを演じたマーク・ライデルは、『黄昏』でアカデミー監督賞候補になった。また、無名時代のアーノルド・シュワルツェネッガーがオーガスティンの手下の1人として出演している。
- 原作の重要なシーンで登場するギムレットは映画版には登場しない。また、序盤でマーロウが注文した「CCジンジャー」とは、カナディアンクラブをジンジャーエールで割ったものである。
- 映画の画面は常に（固定カメラで撮影されたものでも微妙に）動いている。
- 監督のロバート・アルトマンは、車に撥ねられた主人公を搬送する救急車の運転手役で、カメオ出演している[6]。

## テレビドラマ
『ロング・グッドバイ』（英語表記：THE LONG GOODBYE）のタイトルでテレビドラマ化。2014年4月19日より5月17日まで土曜日21:00 - 21：58に、NHKの「土曜ドラマ」枠で放送された。全5話。主演は浅野忠信で、デビュー26年にして初の連続ドラマ主演となる。キャッチコピーは「さよならを言うのは、少しだけ死ぬことだ。」。1950年代の東京を舞台に描かれる。

### キャスト（テレビドラマ）

#### 主人公
増沢 磐二（ますざわ ばんじ）
演 - 浅野忠信
私立探偵。雨の中で妻に捨てられ路上に行き倒れていた保を助けたことが切っ掛けで、何度か酒を酌み交わす仲になっていく。
原作のフィリップ・マーロウに当たる。

#### 原田家
原田 保（はらだ たもつ）
演 - 綾野剛（少年期：柾木玲弥）
旧姓：城崎。本名：松井 誠一（まつい せいいち）。キャバレーローズの支配人をしていた頃に客で来店していた志津香と出会い、彼女に見初められ婿養子に入る。その後、妻を殺害したと書き記した遺書を残して逃亡先の台湾にあるホテルの一室で命を絶つ。
原作のテリー・レノックスに当たる。
原田 志津香（はらだ しずか）
演 - 太田莉菜
保の妻。女優で有名な実業家の娘。鈍器で頭部を数回殴打された後に拳銃で殺される。遺作の主演映画は『闇夜の包帯娘』。
原作のシルヴィア・レノックスに当たる。
高村 世志乃（たかむら よしの）
演 - 冨永愛
旧姓：原田。志津香の姉。高村医師の妻。
原作のリンダ・ローリングに当たる。
原田 平蔵（はらだ へいぞう）
演 - 柄本明
実業家。志津香の父。
原作のハーラン・ポッターに当たる。
遠藤（えんどう）
演 - 吉田鋼太郎
原田家の顧問弁護士。
原作のスーウェル・エンディコットに当たる。
風間（かざま）
演 - 徳井優
志津香に仕える使用人。
原作の運転手・エイモスに当たる。
秘書
演 - 大西武志

#### 警察関係者
岸田（きしだ）
演 - 遠藤憲一
警部補。磐二とは旧知の仲。
原作のバーニー・オールズとグリーンを合成した人物。
権田（ごんだ）
演 - 高橋努
刑事。岸田の部下。盤二に暴力をふるう。
原作のデイトンとグレゴリアスを合成した人物。

#### 上井戸家
上井戸 亜以子（かみいど あいこ）
演 - 小雪（少女期：中村ゆりか）
譲治の妻。
原作のアイリーン・ウェイドに当たる。
上井戸 譲治（かみいど じょうじ）
演 - 古田新太
ベストセラー作家。亜以子の夫。代表的な著書は『背徳の踊り子』『美女と黒蜥蜴』。
原作のロジャー・ウェイドに当たる。
金田 章介（かねだ しょうすけ）
演 - 泉澤祐希
譲治の身の回りの世話などをする書生。
原作のキャンディーに当たる。

#### その他
羽丘（はねおか）
演 - 田口トモロヲ
出版社社長。譲治の担当編集者。アルコール使用障害に陥る夫を救ってほしいという妻・亜以子の依頼を増沢に連絡を取り、仲介する。
原作のハワード・スペンサーに当たる。
森田（もりた）
演 - 滝藤賢一
志津香殺害事件を取材する東亜タイムスの記者。
原作のロニー・モーガンに当たる。
リリー
演 - 福島リラ
キャバレー紅夢のステージで唄う歌姫。
高村 肇（たかむら はじめ）
演 - 堀部圭亮
亜以子の主治医で世志乃の夫。高村記念病院院長兼精神科部長。
原作のエドワード・ローリングに当たる。
正岡 虎一（まさおか とらいち）
演 - やべきょうすけ
通称：正虎（まさとら）。本名：木村 丸男（きむら まるお）。戦後に闇市、現在は賭場やキャバレーを取り仕切る元締。独立第361国境守備隊に徴兵されていた頃、同じ部隊に所属していた保に命を救われる。
原作のメンディー・メネンデスに当たる。
財前（ざいぜん）
演 - 岩松了
譲治に麻薬を売っている医師。
原作のヴェリンジャーに当たる。
六郎（ろくろう）
演 - 渡辺大知
廃墟と化した財前病院に棲みつき、門番だと名乗る男。
原作のアールに当たる。
バーテン
演 - 中嶋しゅう
バーヴィクターズのバーテン。
闇医者
演 - でんでん
磐二と繋がりがある闇医師。
中年女
演 - 石田えり
磐二に夫の浮気調査を依頼する。

#### ゲスト
複数話・単話登場の場合は演者名の横の括弧（）内に表記。
第1話
北岡（きたおか）
演 - 國本鐘建（第3話 - 最終話）
キャバレー紅夢の支配人。

第2話
瀬々（ぜぜ）
演 - 小籔千豊
麻薬を客に売り捌いていると噂されている医師。
原作のレスター・ヴュカニックに当たる。
看護師1
演 - エド・はるみ
真面目な看護師。
看護師2
演 - 安藤玉恵
男あさりが趣味の看護師。
正虎の子分
演 - レイザーラモンHG（最終話）
正虎の用心棒。
原作のチック・アゴスティーノに当たる。

第4話
元隊員2
演 - 三浦誠己
元隊員1
演 - 水澤紳吾
上記2名は保や正岡と同じ独立第361国境守備隊に所属していた元兵隊。
歌手
演 - TAIGA
失踪したリリーの代わりにキャバレー紅夢の舞台に立つ。
佐々木
演 - 望月章男
刑事。岸田の部下。

最終話
中年男
演 - 春海四方
浮気をしている中年女の夫。

### スタッフ（テレビドラマ）
- 原作 - レイモンド・チャンドラー『ロング・グッドバイ』
- 脚本 - 渡辺あや
- 音楽 - 大友良英
- 演出 - 堀切園健太郎（NHKエンタープライズ）
- 語り - 滝藤賢一
- 脚本協力 - 小川真司
- タイトルバック写真 - 長谷井宏紀
- 編集 - 大庭弘之
- 美術 - 山口類児、伊達美貴子
- スタイリスト - 北村道子
- アクション指導 - 下村勇二
- バーテンダー指導 - 高坂壮一
- 台湾語指導 - 鄭文逸
- 制作統括 - 城谷厚司（NHKエンタープライズ）、谷口卓敬（NHK）
- 制作 - NHKエンタープライズ
- 制作著作 - NHK

### 放送日程
| 各話                                                      | 放送日  | サブタイトル     |
| --------------------------------------------------------- | ------- | ---------------- |
| 第1回                                                     | 4月19日 | 色男死す         |
| 第2回                                                     | 4月26日 | 女が階段を上る時 |
| 第3回                                                     | 5月03日 | 妹の愛人         |
| 第4回                                                     | 5月10日 | 墓穴にて         |
| 最終回                                                    | 5月17日 | 早過ぎる         |
| 平均視聴率 4.9%（視聴率は関東地区・ビデオリサーチ社調べ） |         |                  |

- 最終回は『プロ野球 巨人対広島』中継により30分繰り下げ（21:30 - 22:30）。
- 本編は全回58分。BSプレミアムでも11月8日～12月5日の日程で午前0時から放送された。
- 新曲を交え110分に再編集を行った「リミテッド・エディション」が12月6日にBSプレミアムで、2015年1月2日には総合テレビで放送される。

### 関連商品
サウンドトラック
- 土曜ドラマ ロング・グッドバイ オリジナル・サウンドトラック（2014年5月14日発売、ビクターエンタテインメント）

公式本
- 長谷井宏紀・写真『The Long Goodbye NHK土曜ドラマ「ロング・グッドバイ」ビジュアルブック』（2014年4月24日発売、早川書房）ISBN 978-4152094513

ノベライズ
- 司城志朗・ノベライズ、渡辺あや・脚本『ロング・グッドバイ〔東京篇〕』（2014年4月24日発売、早川書房〈ハヤカワ文庫〉）ISBN 978-4150311568

| NHK 土曜ドラマ                           | NHK 土曜ドラマ                               | NHK 土曜ドラマ                                   |
| 前番組                                   | 番組名                                       | 次番組                                           |
| ---------------------------------------- | -------------------------------------------- | ------------------------------------------------ |
| 足尾から来た女 （2014.1.18 - 2014.1.25） | ロング・グッドバイ （2014.4.19 - 2014.5.17） | 55歳からのハローライフ （2014.6.14 - 2014.7.12） |

## 学術的参考文献
- 小野智恵「ポスト・ノワールに迷い込む古典的ハリウッド映画 ― 『ロング・グッドバイ』における失われた連続性」、『交錯する映画 ― アニメ・映画・文学』、映画学叢書（加藤幹郎監修、杉野健太郎編、ミネルヴァ書房、2013年3月）所収。